# Sainte-Hélène-sur-Isère
Sainte-Hélène-sur-Isère är en kommun i departementet Savoie i regionen Auvergne-Rhône-Alpes i sydöstra Frankrike. Kommunen ligger i kantonen Grésy-sur-Isère som tillhör arrondissementet Albertville. År 2022 hade Sainte-Hélène-sur-Isère 1 227 invånare.

## Befolkningsutveckling
Antalet invånare i kommunen Sainte-Hélène-sur-Isère
| Referens: INSEE |